# Liste des stations de radio en Côte d'Ivoire
Cet article intitulé liste des stations de radio en Côte d'Ivoire établit la liste des radios que l'on peut capter en Côte d'Ivoire.

## Radios nationales

### Publiques
- La Radiodiffusion télévision ivoirienne - abrégé en RTI ou Groupe RTI - est l'organisme public de radiodiffusion national de la Côte d'Ivoire :
  - Radio Côte d'Ivoire - la radio nationale ; anciennement La Nationale ;
  - Fréquence 2 - diffuse en berbère ;
- BBC WS Africa ;
- RFI Afrique ;
- VOA Africa.

### Privées
- Radio Nostalgie ;
- Radio Jam ;

- ONUCI FM ;
- Bengueshow ;
- HIT RADIO ;
- LIFE RADIO ;
- La Radio National Catholique (RNC).
- Radio Espoir
- Ivoire FM